# Alessandro Gramigni

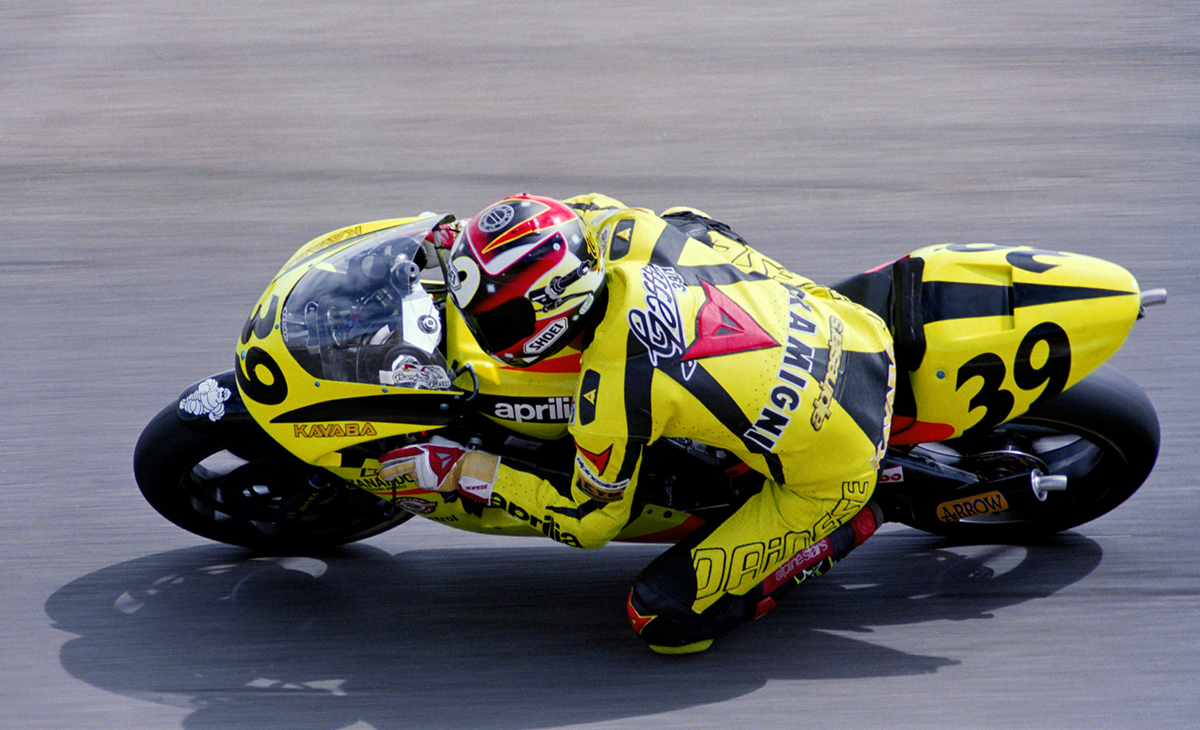
Alessandro Gramigni, 1994 USGP Laguna Seca (foto: Wayne Baker)

Alessandro Gramigni (Florence, 29 december 1968) is een voormalig Italiaans motorcoureur.
Gramigni was in 1992 wereldkampioen in de 125 cc-klasse van het wereldkampioenschap wegrace en won dat jaar de Grands Prix van Maleisië en Hongarije. Tussen 1998 en 2005 reed hij met onderbreking van 2002 in het wereldkampioenschap superbike.